# Dietmar Mögenburg
Dietmar Mögenburg, född 15 augusti 1961 i Leverkusen, är en före detta tysk-norsk höjdhoppare som tävlade för Västtyskland. 
Mögenburg var under 1980-talet en av sportens största stjärnor. 1980 hoppade han 2,35 vilket innebar en tangering av polacken Jacek Wszołas världsrekord i höjdhopp. Han blev även 1982 europamästare i höjdhopp och vid Olympiska sommarspelen 1984 blev han olympisk mästare. 
Inomhus vann han fyra EM-guld i höjdhopp och hans personliga rekord är 2,36 utomhus och 2,39 inomhus.
Mögenburg flyttade med fru och barn till Norge 2006. Hans dotter Katarina Mögenburg är också höjdhoppare.

## Prestationer
| År   | Tävling                          | Arena                       | Position | Notering |
| ---- | -------------------------------- | --------------------------- | -------- | -------- |
| 1980 | Europeiska mästerskapen, inomhus | Sindelfingen, Västtyskland  | 1a       | 2.31 m   |
| 1980 | Liberty Bell Classic             | Philadelphia, United States | 3a       | 2.22 m   |
| 1981 | Europeiska mästerskapen, inomhus | Grenoble, France            | 3a       | 2.25 m   |
| 1982 | Europeiska mästerskapen, inomhus | Milan, Italy                | 1a       | 2.34 m   |
| 1982 | Europeiska mästerskapen          | Athens, Greece              | 1a       | 2.30 m   |
| 1983 | Världsmästerskapen               | Helsinki, Finland           | 4a       | 2.29 m   |
| 1984 | Europeiska mästerskapen, inomhus | Gothenburg, Sweden          | 1a       | 2.33 m   |
| 1984 | Olympiska spelen                 | Los Angeles, United States  | 1a       | 2.35 m   |
| 1986 | Europeiska mästerskapen, inomhus | Madrid, Spain               | 1a       | 2.34 m   |
| 1986 | Europeiska mästerskapen          | Stuttgart, West Germany     | 4a       | 2.29 m   |
| 1987 | Världsmästerskapen               | Rome, Italy                 | 4a       | 2.35 m   |
| 1988 | Europeiska mästerskapen, inomhus | Budapest, Hungary           | 2a       | 2.37 m   |
| 1988 | Olympiska spelen                 | Seoul, South Korea          | 6a       | 2.34 m   |
| 1989 | Europeiska mästerskapen, inomhus | The Hague, Netherlands      | 1a       | 2.33 m   |
| 1989 | Världsmästerskapen, inomhus      | Budapest, Hungary           | 2a       | 2.35 m   |
| 1990 | Europeiska mästerskapen, inomhus | Glasgow, Scotland           | 3a       | 2.30 m   |
| 1990 | Europeiska mästerskapen          | Split, Yugoslavia           | 6a       | 2.31 m   |
| 1992 | Olympiska spelen                 | Barcelona, Spain            | 27a      | 2.15 m   |